# Schloss Weilburg (Baden)
Das Schloss Weilburg, oder kurz: die Weilburg, war ein Schloss in Baden in Niederösterreich, an dessen Hauptgebäude nur noch ein Wappenstein an der Weilburgstraße in Baden erinnert.

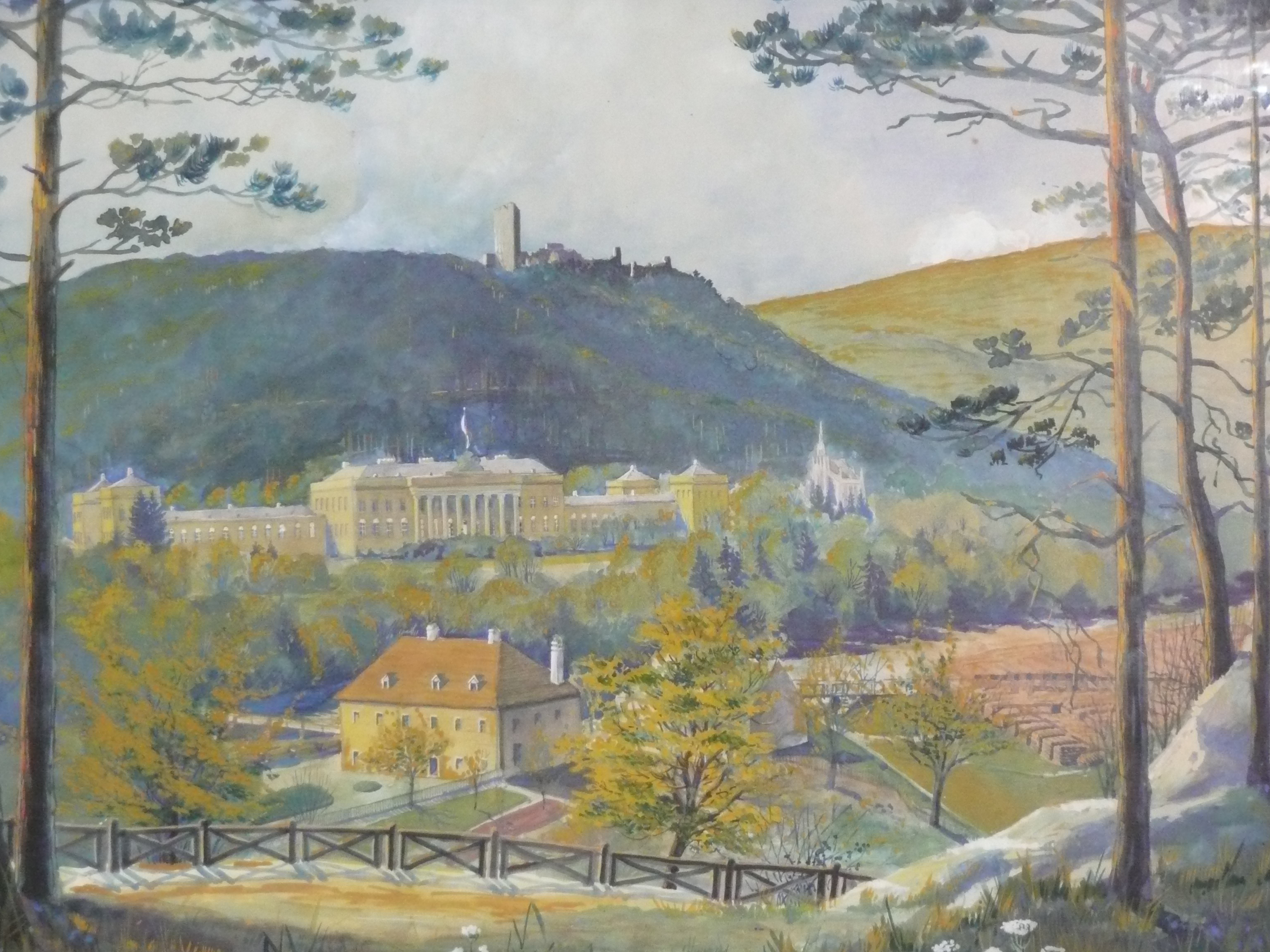
Schloss Weilburg bei Baden (Aquarell von Rudolf Schemel, 1933)

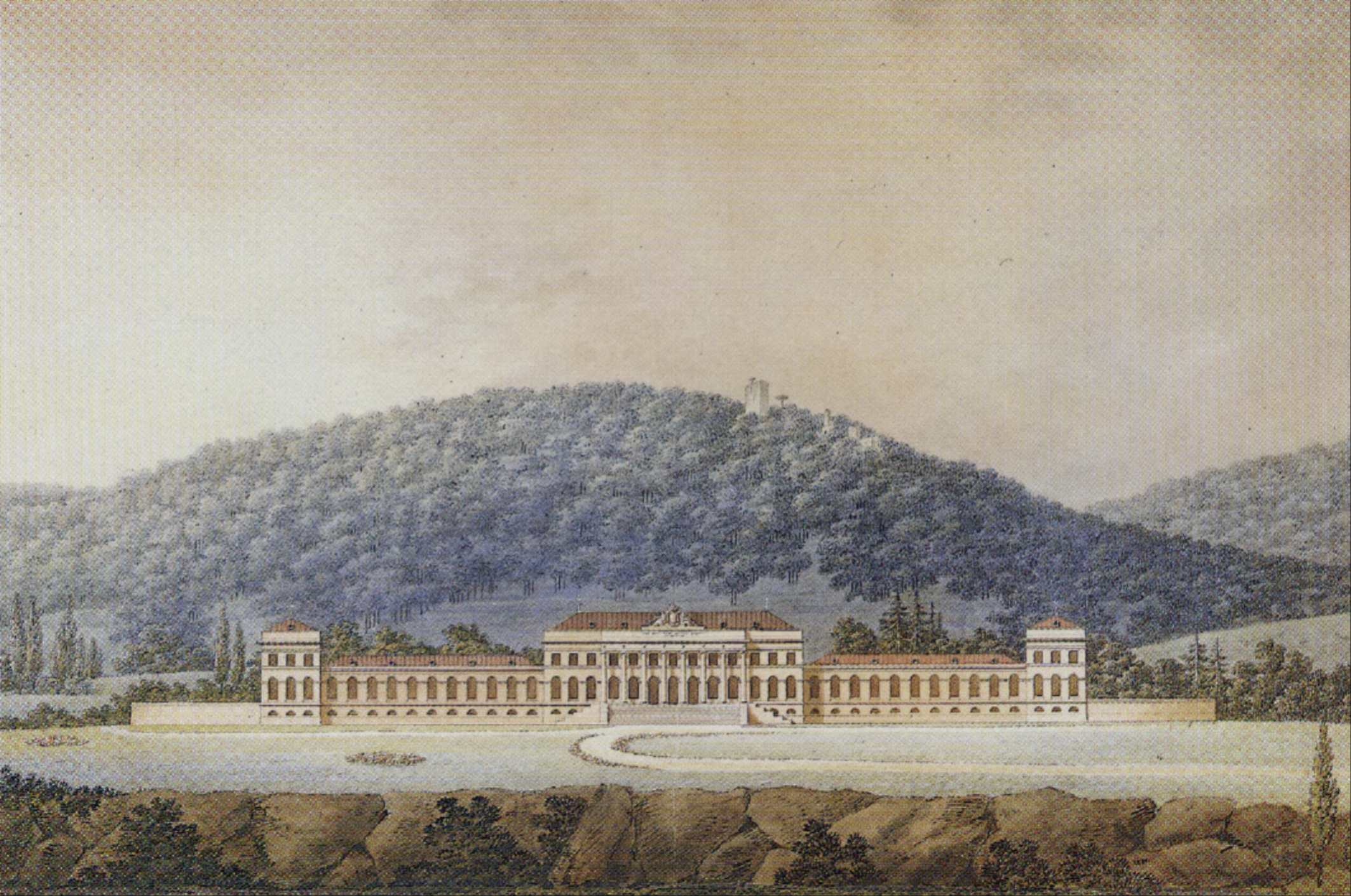
Schloss Weilburg, Aufriss der Nordfront, vor der Burgruine Rauheneck (Joseph Kornhäusel, um 1820)

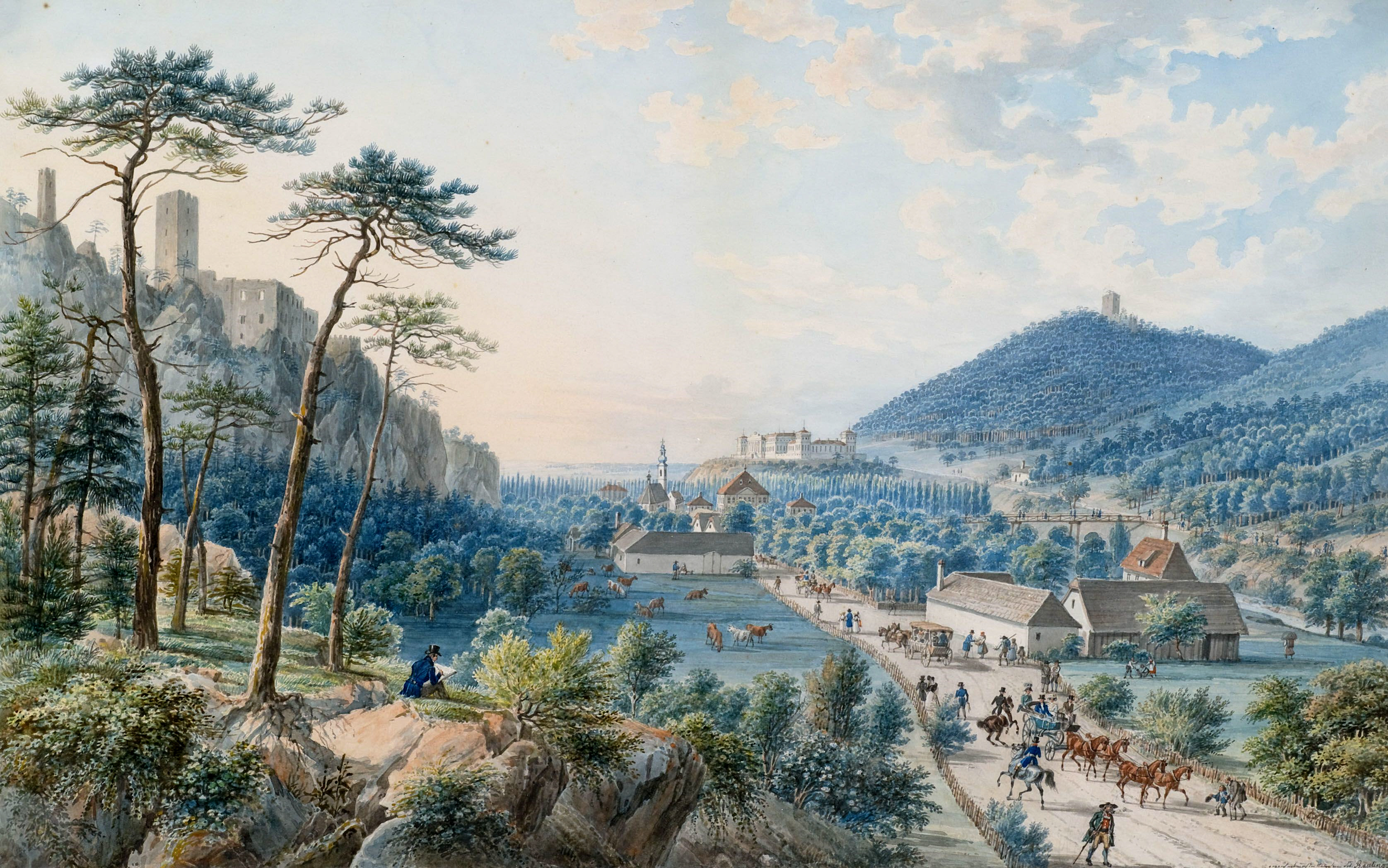
Schloss Weilburg (im Hintergrund) (Landschaftsbild von Tobias Raulino)

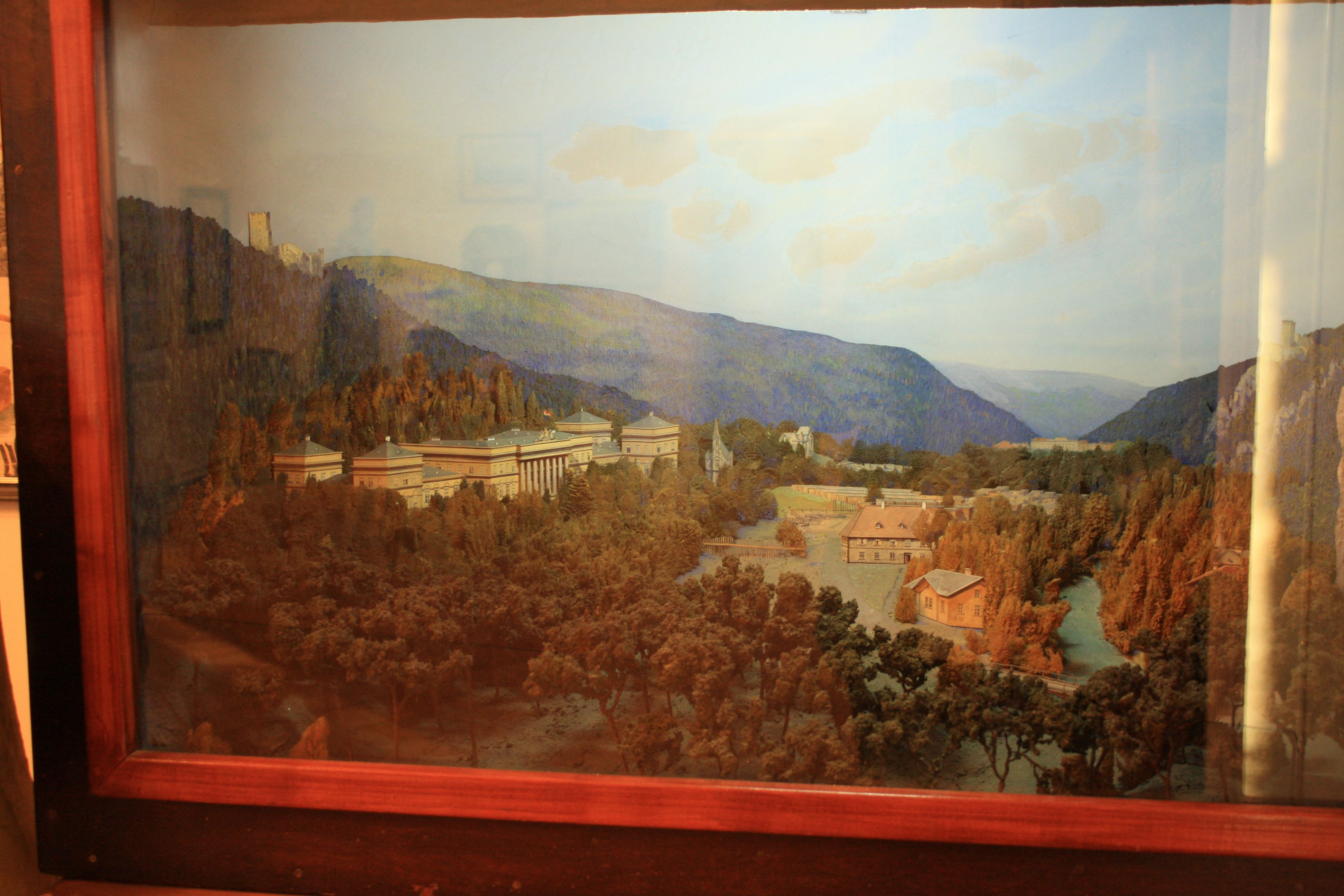
Modell im Rollettmuseum

## Geschichte
Am 17. September 1815 heiratete der 44-jährige Erzherzog Karl, Sohn von Kaiser Leopold II., die 18-jährige Prinzessin Henriette von Nassau-Weilburg und fasste kurz darauf den Entschluss, ein Schloss als Sommersitz errichten zu lassen und seiner Frau zu schenken.
Das ausgewählte Grundstück, am Fuß des Burgberges von Rauheneck gegenüber der Ruine Rauhenstein, am Eingang zum Helenental, war Eigentum der Familie Doblhoff, welche die gewünschte Liegenschaft dem Erzherzog verkaufte. 1821 wurde der Kauf- durch einen Ablösungsvertrag ergänzt, durch den der erzherzogliche Grund von den obrigkeitlichen Rechten der Herrschaft Rauhenstein ausgenommen wurde. Die Bewohner des sich am Bauplatz befindenden Dorfes Leiten wurden abgesiedelt, die Gemeinde pauschal entschädigt. Der Erzherzog wollte keine neue Grundherrschaft mit Untertanen konstituieren; die Nebengebäude des Schlosses waren für die Bediensteten des Schlossherrn bestimmt.
Am 13. September 1820 erfolgte die Grundsteinlegung, am 24. Dezember 1821 schenkte Erzherzog Karl die Weilburg seiner Gemahlin Henriette. Das von Joseph Kornhäusel entworfene Schloss konnte am 4. Juni 1823 bezogen werden.
Das Gebäude mit einer Frontlänge von 201 Metern war einer der bedeutendsten klassizistischen Bauten in Österreich. „Ein steinernes Gedicht, ein Epos, das ein Held erbaut“, nannte es der Zeitgenosse Moritz Gottlieb Saphir, auf den Kriegsruhm des Bauherrn anspielend.
An der Nordseite des Hauses wurde auf der Attika des siebenachsigen Portikus ein von Josef Klieber (1773–1850) gestalteter Wappenstein gesetzt, in dem der nassauische Löwe mit den Wappentieren des Hauses Habsburg-Lothringen, Adler und Löwe, heraldisch zusammengeführt wird.
In der Nacht vom 29. auf den 30. Dezember 1829 starb Henriette von Nassau-Weilburg in Wien. In ihrem Testament hatte sie die Weilburg ihrem noch unmündigen ältesten Sohn Albrecht vermacht. Die Verwaltung des Besitzes wurde seinem Vater, Erzherzog Karl, übertragen, der am 30. April 1847 starb.
Erzherzog Albrecht hielt sich fast jeden Sommer in Baden auf und vergrößerte den zur Weilburg gehörenden Grundbesitz, indem er der Herrschaft Doblhoff das Waldgebiet am Rauhenecker Berg abkaufte. Seine Gemahlin Hildegard Luise von Bayern ließ dort einen Aussichtspavillon errichten, der den Namen „Hildegardruhe“ erhielt.
Im Juli 1840 wird die zum Palais führende Straße für Sommernächte als in einem Maße beleuchtet beschrieben, dass „die Gegend sich gleich dem Wiener Glacis gestaltet“.
Im Park der Weilburg war Erzherzog Albrecht 1856 in der Nähe des westlichen Trakts Bauherr einer vom Architekten Anton Heft geplanten Kapelle, die am 31. Juli 1858 geweiht wurde.
Schloss Weilburg war durch sein schöne Lage oft Motiv für Maler wie Jakob Alt, Thomas Ender, Balthasar Wigand oder Eduard Gurk.
Erzherzog Albrecht, als angesehener militärischer Führer mit einem Reiterdenkmal vor der Albertina in Wien geehrt, starb am 18. Februar 1895, ohne männliche Nachkommen zu hinterlassen. In seinem Testament setzte er seinen Neffen Friedrich von Österreich-Teschen, den ältesten Sohn seines Bruders Karl Ferdinand, als Erben ein.
Nach dem Tode Kaiser Franz Josephs I. am 21. November 1916 transferierte dessen Nachfolger, Karl I., das seit 1914 von Erzherzog Friedrich geführte k.u.k. Armeeoberkommando sehr bald von Teschen (Österreichisch-Schlesien) in das Kaiserhaus Baden – mit der Absicht, das von ihm am 2. Dezember 1916 übernommene Armeeoberkommando nicht nur formell selbst zu führen; er selbst residierte meist in Schloss Laxenburg in unmittelbarer Nähe. Erzherzog Friedrich schied am 11. Februar 1917 aus dem Armeeoberkommando komplett aus und widmete sich in der Folge nur seinen sehr ausgedehnten Besitztümern (er galt als einer der reichsten Männer der Monarchie). Das Armeeoberkommando war mit Kaiser Karls Thronverzicht am 11. November 1918 gegenstandslos, nachdem Ungarn bereits am 31. Oktober 1918 aus der Realunion mit Cisleithanien ausgeschieden war.
Am 10. April 1919 traten das Habsburgergesetz und das Adelsaufhebungsgesetz in Kraft. Friedrich hatte sich als getreuer Bürger der Republik zu bekennen oder das Land zu verlassen. Am 14. April 1919 verließ Friedrich Habsburg-Lothringen, der die beiden Gesetze abgelehnt hatte, mit seiner Familie die Weilburg, um zunächst in die Schweiz zu ziehen. Nach dem Ende des Experiments der Räterepublik in Ungarn und der Wiederherstellung der monarchischen Verfassung durch Nikolaus von Horthy machte Friedrich Ungarisch-Altenburg (Magyaróvár) nahe der ungarischen Grenze zu Österreich zu seinem Hauptwohnsitz und ließ einen erheblichen Teil des Inventars der Weilburg dorthin bringen. Die Republik Österreich durfte er nicht wieder betreten, da er die im Habsburgergesetz verlangte Erklärung nicht abgab. Schloss Weilburg stand in den folgenden Jahren leer.
1928 zeigte die sozialdemokratische Wiener Stadtverwaltung Interesse am Erwerb der Weilburg als „Heim zur Unterbringung kränklicher Kinder“, wurde jedoch vom ehemaligen Erzherzog Friedrich, nach wie vor Eigentümer, abgewiesen.
1930 dienten die Räume für die Ausstellung 450 Jahre Stadt Baden, und der Gemeinderat verhandelte über einen Grundankauf zur Vergrößerung des Strandbades. 1934 tauchte der Gedanke auf, das geplante Badener Spielkasino in der Weilburg einzurichten. Die Idee wurde verworfen, weil das Schloss zu weit außerhalb der Stadt lag.
Am 30. Dezember 1936 starb der ehemalige Erzherzog Friedrich. Er hinterließ acht Töchter und als jüngstes Kind einen Sohn, Albrecht II. von Österreich-Teschen. Ihn setzte der Vater zum Haupterben ein, und er erhielt auch die Weilburg. Der neue Eigentümer trat als Albrecht II. als Thronprätendent für Ungarn auf, ideell vor allem unterstützt von seiner Mutter Isabella, einer geborenen Herzogin von Croy-Dülmen. Während des Zweiten Weltkrieges lebte Albrecht in Budapest; vor dem Einmarsch der sowjetischen Truppen floh er nach Argentinien, wo er in Buenos Aires am 23. Juni 1955 starb.
Schloss Weilburg wurde am 31. Jänner 1940 vom NS-Regime unter Denkmalschutz gestellt. Am 1. April 1940 wurde das Lehrregiment Brandenburg dort einquartiert, anschließend eine Gebirgsjägereinheit. Am 12. Dezember 1944 räumte die Wehrmacht die Weilburg, in der am 2. April 1945 ein Feuer ausbrach, das große Teile des Schlosses zerstörte und die gesamte Einrichtung vernichtete. Die anrückende Rote Armee hatte der Feuerwehr das Löschen verboten. Gerüchten zufolge waren im Gebäude wertvolles Kriegsgerät und wichtige Dokumente aufbewahrt, was die Ursache einer Brandlegung sein könnte.
Die sowjetischen Besatzungstruppen benützten mehrere Jahre die zur Weilburg gehörenden Stallungen, die beim Brand nicht beschädigte Kapelle im Schlosspark diente ihnen als Heumagazin. Die Brandruine mit noch aufrecht stehenden Mauern verfiel zusehends.
Die dem Tode Albrechts folgende Verlassenschaftsabhandlung gestaltete sich schwierig und endete 1967 mit der Überantwortung der Weilburg und anderer Besitzungen an Paul Freiherr von Waldbott-Bassenheim. Die Rechtsanwälte des neuen Besitzers stellten den Antrag, die Unterschutzstellung des Schlosses durch das Denkmalamt aufzuheben, um die Liegenschaft günstiger verkaufen zu können. Ihr Bestreben hatte nach einem langwierigen Verfahren Erfolg: Die erste und die zweite Instanz, Bundesdenkmalamt und Bundesministerium für Unterricht, entschieden, den Denkmalschutz zumindest für einen Teil des Gebäudes aufrechtzuerhalten, der Verwaltungsgerichtshof als dritte und letzte Instanz hob ihn jedoch auf mit der sonderbaren Begründung, das unter Schutz gestellte Gebäude sei untergegangen und die noch vorhandene Ruine als nicht mit ihm identisch anzusehen.
Die Stadtgemeinde kaufte den zum Schloss Weilburg gehörenden Rauhenecker Wald, ebenso den Park, von dem Teile 1933 für das 1926 erbaute Strandbad erschlossen wurden. Das Schlossareal wechselte mehrmals den Eigentümer, bis es ab 1964 für die Errichtung einer Wohnsiedlung Verwendung fand.

## Der Wappenstein

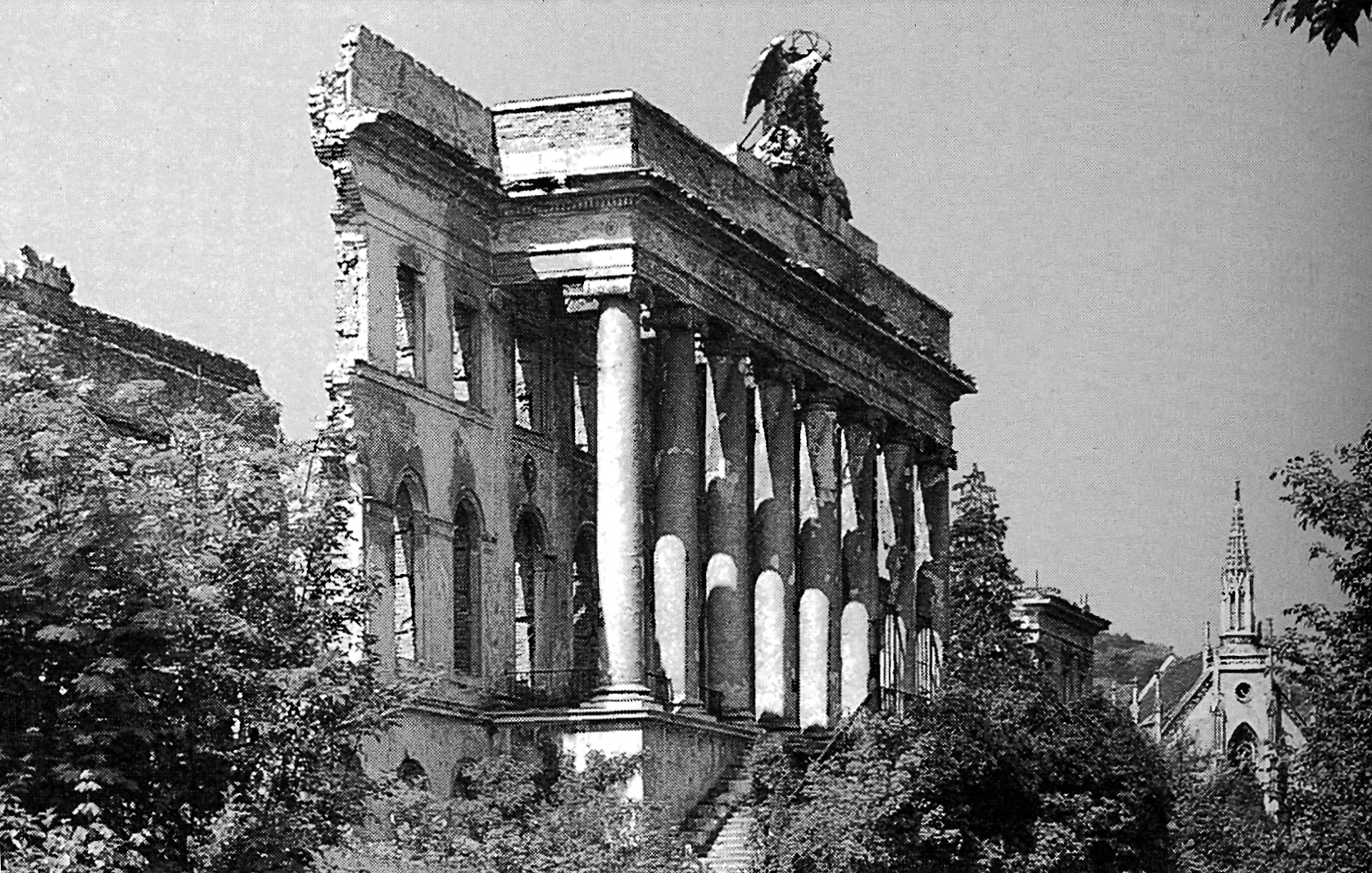
Reste von Schloss Weilburg vor der Sprengung 1964

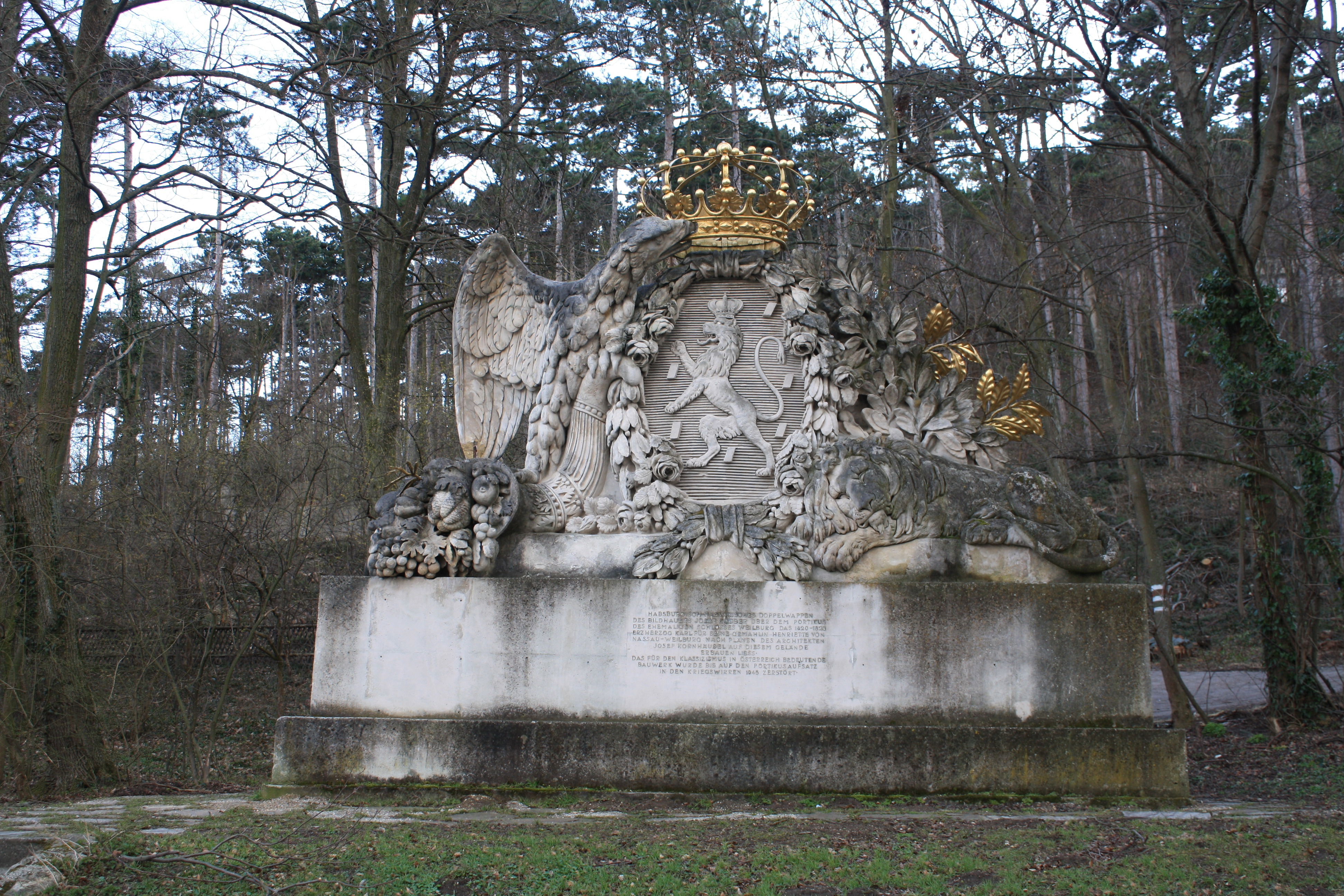
Rest des Schlosses Weilburg (Wappenstein)

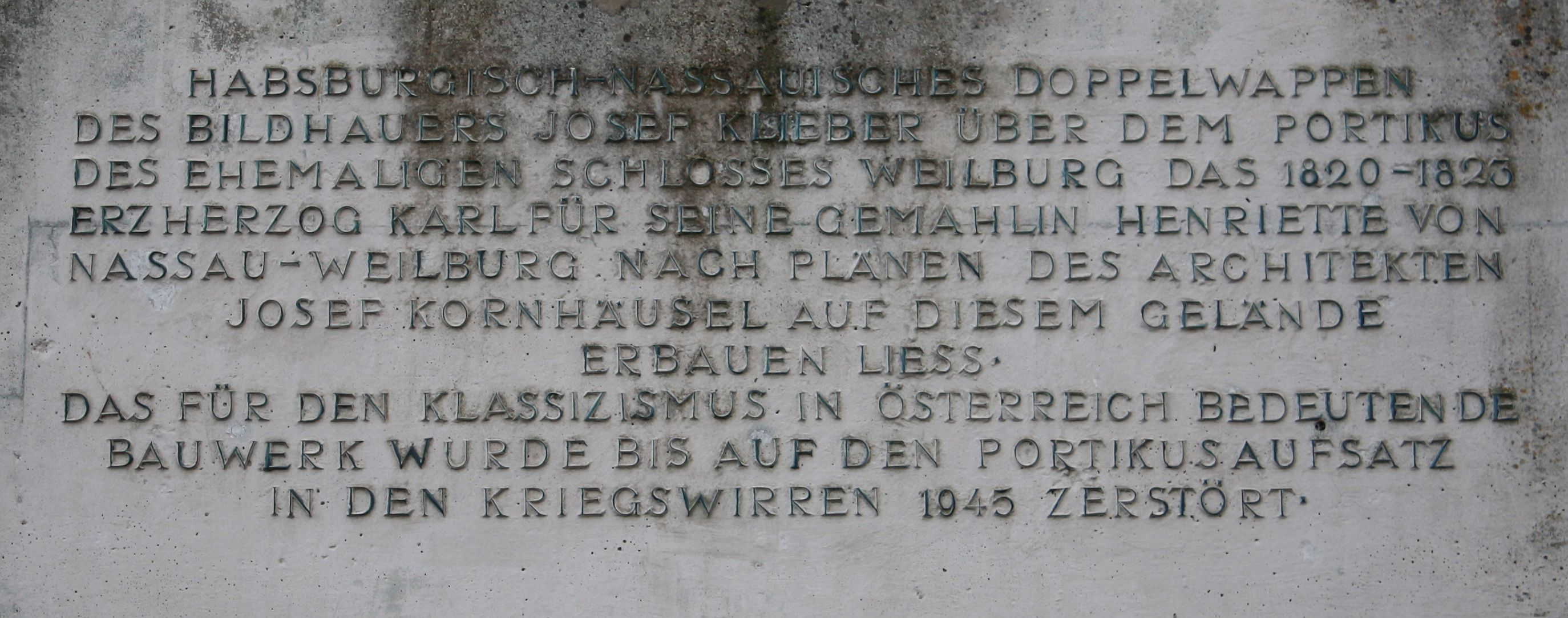
Inschrift am Sockel des Portikusaufsatzes

Am 19. August 1964 wurde der Rest der Ruine gesprengt. Dabei sollte zunächst die Adlergruppe geborgen (und in der Folge um 50.000 Schilling restauriert) werden, danach war die Sprengung der Reste der ausgebrannten Nordfront der Weilburg geplant. Pyrotechnisch bestand die Absicht, die 600 Tonnen schwere Ziegelfassade in Richtung des Berghanges fallen zu lassen und den Wappenstein mit aufgeschichteten Strohballen abzufangen. Da der Portikus jedoch in sich zusammenfiel, stürzte der Wappenstein auf vertikaler Linie in die Tiefe, zerbarst und musste, nach Wiederauffinden der Bruchstücke durch den Landeskonservator von Wien, Niederösterreich und dem Burgenland, Josef Zykan (1901–1971), vom Bildhauer Josef Dobner (1898–1972) in mühevoller Kleinarbeit rekonstruiert werden.
Der Wappenstein, der im Volksmund „Grabstein der Weilburg“ genannt wird, zeigt einen aufspringenden Löwen, wie er auch im Wappen der Stadt Weilburg an der Lahn enthalten ist. Umrahmt wird er von einem Adler und einem ruhenden Löwen, wie in den Wappen von Habsburg-Lothringen. Der Stein stammte von Josef Klieber und thronte einst auf der Attika des Mittelrisalits.